# Journal of Economic Theory
Das Journal of Economic Theory, oft abgekürzt als JET, ist eine Fachzeitschrift aus dem Bereich der Volkswirtschaftslehre.
Seit 1968 ist Karl Shell der Herausgeber. Shell teilte sich den Posten mit Jess Benhabib von 2000 bis 2004, später mit Alessandro Lizzeri und seitdem mit Christian Hellwig.
Das Journal of Economic Theory akzeptiert etwa 10 % aller eingereichten Artikel.

## Rezeption
In der Zeitschriftenliste des Handelsblatt Ranking VWL wird das JET sowohl im Jahr 2007 als auch 2011 in die zweitbeste Kategorie eingestuft (A). Eine weitere Studie der französischen Ökonomen Pierre-Phillippe Combes und Laurent Linnemer listet das Journal mit Rang 9 in die zweitbeste Kategorie AA ein.
Der Impact Factor des Journal of Economic Theory lag im Jahr 2012 bei 1,069. In der Statistik des Social Sciences Citation Index wurde das Journal mit diesem Impact Factor an 124. Stelle von 333 Zeitschriften in der Kategorie Wirtschaftswissenschaften geführt.